# Доња Франконија
Доња Франконија (бав. Untafrankn) је један од седам административних региона немачке државе Баварска.
| Окрузи | Аутономни градови                      |
| --- | -------------------------------------- |
| 1. Ашафенбург 2. Бад Кисинген 3. Хасберге 4. Кицинген 5. Мајна-Шпесарт 6. Милтенберг 7. Рен-Грабфелд 8. Швајнфурт 9. Вирцбург | 1. Ашафенбург 2. Швајнфурт 3. Вирцбург |